# 전자공업

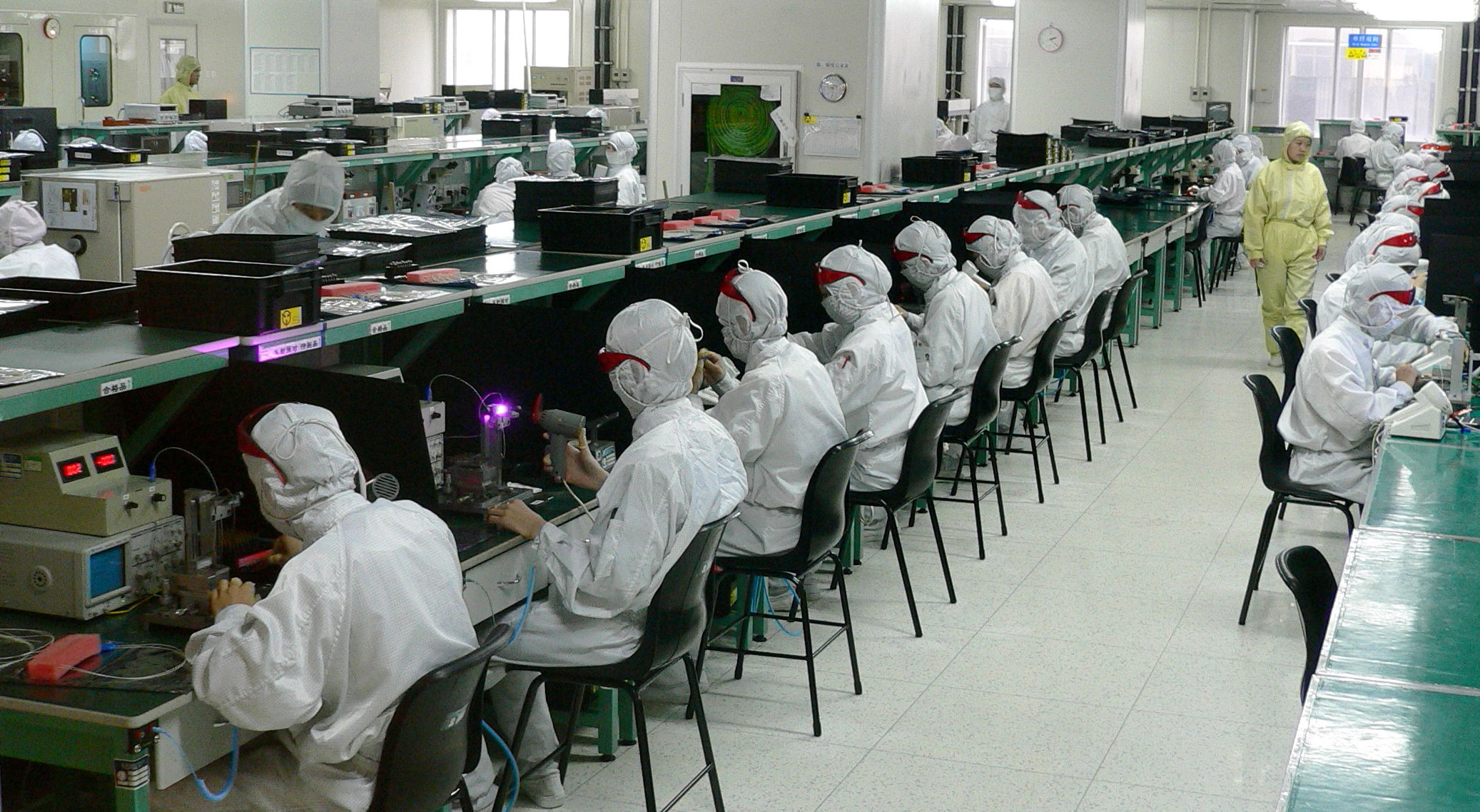
중국 선전시 공장의 노동자들

전자공업(電子工業, 영어: electronics industry) 또는 전자산업(電子産業)은 20세기에 등장하여 오늘날 가장 큰 글로벌 산업들 가운데 하나이다.
오늘날의 전자공업은 일상생활에 깊숙히 침투하고 있다. 종래에는 전자기술 하면 거의 진공관이나 가스 속의 전자운동을 이용했으나 트랜지스터 등의 등장으로 고체내(固體內)의 전자현상을 응용하는 고체전자기술이 발전하게 되어 현재는 고체전자공업이 전자공업의 주가 되고 있다. 전자공업의 분야는 다양하여 각각의 분야에서 상당한 진전을 보이고 있다. 특히 양자(陽子) 전자기술의 발전에 의한 반도체나 레이저의 출현은 통신·측정 등의 분야에 넓은 응용이 기대되고 있다. 일상 생활면에 있어서도 트랜지스터나 텔레비전은 일상생활용품이 되고 있으며, 전자계산기의 출현은 사무처리의 자동화와 능률화를 가져오고 있다.

## 같이 보기
- 전자공학
- 일렉트로닉스
- 마이크로일렉트로닉스
- MOSFET
- 집적 회로
- 나노일렉트로닉스
- 전력 전자공학
- 반도체
- 규소
- 테크놀로지